# وادی طاحونه
وادی طاحونه یک منطقه باستان‌شناسی مربوط به فرهنگ طاحونی است که در سال ۱۹۲۸ توسط دیوید بیوزی در شهر بیت‌لحم فلسطین کشف شد.